# ÉRD (handbal feminin)
ÉRD női kézilabda (în română ÉRD handbal feminin, pe scurt ÉRD) este departamentul de handbal feminin al clubului polisportiv maghiar ÉRD din orașul Érd. Actualmente, echipa evoluează în Nemzeti Bajnokság I (NBI), liga superioară de handbal feminin din Ungaria, după ce a promovat în anul 2010, câștigând, cu excepția unui singur meci, toate partidele pe care le-a disputat în acel sezon în liga inferioară Nemzeti Bajnokság I/B.
În sezonul 2011–12, ÉRD a terminat pe locul IV în NBI, pierzând medalia de bronz în play-off-ul campionatului în favoarea clubului Siófok KC. Totuși, locul IV le-a permis să evolueze pentru prima dată într-o cupă europeană, Cupa EHF Feminin. Un an mai târziu, echipa a câștigat prima sa medalie în liga superioară, cea de bronz, după o dublă victorie în play-off împotriva Váci NKSE.

## Echipament, culori, suporteri

### Producător de echipament și sponsor inscripționat pe tricou
| Perioadă  | Producător de echipament           | Sponsor pe tricou |
| --------- | ---------------------------------- | ----------------- |
|           | Erima                              |                   |
| 2010–2011 | –                                  |                   |
| 2011–0    | Nagycsaládosok Országos Egyesülete |                   |

## Echipa

### Lotul actual
Echipa în sezonul 2016–17
| Portari - 01 Svetlana Gridnieva - 13 Kinga Janurik] - 22 Željana Stojak - 54 Barbara Győri Extreme - 05 Kitti Takács - 06 Dorina Bernát - 19 Bozsána Fekete - 20 Larissa Araújo - 33 Katarina Krpež Slezak Pivoți - 08 Laura Szabó - 14 Anett Kisfaludy - 17 Vanda Gulyás | Linia de 9 metri Intermediari stânga - 15 Kinga Klivinyi - 24 Mariama Signaté Centri - 07 Luca Vajda - 10 Anđela Bulatović - 88 Bianka Barján Intermediari dreapta - 23 Nikolett Kiss - 99 Mireya González |

### Banca tehnică
- Manager de club: Erzsébet Szántó
- Director tehnic: Júlia Anna Monok
- Antrenor principal: Edina Szabó
- Antrenor cu portarii: Marianne Rácz
- Antrenor de tineret: Tünde Balogh
- Medic: Miklós Kator
- Maseur: Kálmán Kiss

## Palmares

### Intern
Nemzeti Bajnokság I
- Medalie de bronz (4): 2013, 2014, 2015, 2016

Magyar Kupa
- Finalistă (1): 2016
- Locul 3 (1): 2015

Nemzeti Bajnokság I/B:
- Medalie de aur (1): 2010

### Internațional
Cupa EHF
- Semifinaliste: 2015

## Sezoanele recente
- Ani competiționali în Nemzeti Bajnokság I:[2] 7
- Ani competiționali în Nemzeti Bajnokság I/B:[3] 2
- Ani competiționali în Nemzeti Bajnokság II:[4][5] 11

| Sezon   | Divizie    | Loc | Magyar Kupa |
| ------- | ---------- | --- | ----------- |
| 1993-94 |            |     |             |
| 1994-95 |            |     |             |
| 1995-96 | NB II      | 9   |             |
| 1996-97 | NB II      | 9   |             |
| 1997-98 | NB II      | 12  |             |
| 1998-99 | Județean I |     |             |
| 1999-00 | Județean I |     |             |
| 2000-01 | NB II      | 10  |             |
| 2001-02 | NB II      | 10  |             |
| 2002-03 | NB II      | 10  |             |

| Sezon   | Divizie | Loc     | Magyar Kupa        |
| ------- | ------- | ------- | ------------------ |
| 2003-04 | NB II   | 11      |                    |
| 2004-05 | NB II   | 8       |                    |
| 2005-06 | NB II   | 11      |                    |
| 2006-07 | NB II   | 10      |                    |
| 2007-08 | NB II   | 2       |                    |
| 2008-09 | NB I/B  | 3       |                    |
| 2009-10 | NB I/B  | 1       |                    |
| 2010-11 | NB I    | 9       | Turul 4            |
| 2011-12 | NB I    | 4       | Turul 4            |
| 2012-13 | NB I    | Locul 3 | Sferturi de finală |

| Seazon  | Divizie | Loc     | Magyar Kupa        |
| ------- | ------- | ------- | ------------------ |
| 2013-14 | NB I    | Locul 3 | Sferturi de finală |
| 2014-15 | NB I    | Locul 3 | Locul 3            |
| 2015-16 | NB I    | Locul 3 | Locul 2            |
| 2016-17 | NB I    |         |                    |

### În competițiile europene
Sursa: kézitörténelem.hu
- Participări în Liga Campionilor: 1
- Participări în Cupa EHF: 3
- Participări în Cupa Cupelor EHF: 2

| Sezon   | Competiție       | Fază                       | Club                    | Tur                | Retur              | Golaveraj          |
| ------- | ---------------- | -------------------------- | ----------------------- | ------------------ | ------------------ | ------------------ |
|         |                  |                            |                         |                    |                    |                    |
| 2012-13 | Cupa EHF         | Turul 2                    | Gorodniceanka           | 31-23              | 46-25              | 77–48              |
| 2012-13 | Cupa EHF         | Turul 3                    | Metz Handball (a)       | 37-31              | 26-32              | 63–63              |
|         |                  |                            |                         |                    |                    |                    |
| 2013-14 | Liga Campionilor | Turneul de calificare / SF | LK Zug Handball         | 34-25              | 34-25              | 34-25              |
| 2013-14 | Liga Campionilor | Turneul de calificare / F  | FTC-Rail Cargo Hungaria | 24-31 Cupa Cupelor | 24-31 Cupa Cupelor | 24-31 Cupa Cupelor |
| 2013-14 | Cupa Cupelor EHF | Turul 3                    | SERCODAK Dalfsen        | 21-20              | 26-23              | 47–43              |
| 2013-14 | Cupa Cupelor EHF | Șaisprezecimi              | Buxtehuder SV (a)       | 32-23              | 22-31              | 54–54              |
|         |                  |                            |                         |                    |                    |                    |
| 2014-15 | Cupa EHF         | Turul 3                    | SPONO Nottwil           | 33-18              | 32-21              | 65–39              |
| 2014-15 | Cupa EHF         | Șaisprezecimi              | Rocasa Gran Canaria ACE | 30-22              | 31-23              | 61–45              |
| 2014-15 | Cupa EHF         | Sferturi de finală         | Team Esbjerg            | 28-20              | 29-28              | 57–48              |
| 2014-15 | Cupa EHF         | Semifinale                 | Rostov-Don              | 24-28              | 28-32              | 52–60              |
|         |                  |                            |                         |                    |                    |                    |
| 2015-16 | Cupa Cupelor EHF | Turul 3                    | ŽRK Umag                | 31-18              | 36-24              | 67–42              |
| 2015-16 | Cupa Cupelor EHF | Șaisprezecimi              | SERCODAK Dalfsen        | 27-25              | 27-15              | 54–40              |
| 2015-16 | Cupa Cupelor EHF | Sferturi de finală         | Issy Paris Hand (a)     | 29-28              | 17-18              | 46–46              |
|         |                  |                            |                         |                    |                    |                    |
| 2016-17 | Cupa EHF         | Runda 2 de calificare      | Issy Paris Hand         | 30-26              | 29-26              | 59–52              |
| 2016-17 | Cupa EHF         | Runda 3 de calificare      | Dunaújvárosi KKA        | 29-22              | 31-25              | 60–47              |
| 2016-17 | Cupa EHF         | Faza grupelor (Grupa C)    | Rostov-Don              | 24–27              | 19–30              |                    |
| 2016-17 | Cupa EHF         | Faza grupelor (Grupa C)    | SG BBM Bietigheim       | 35–27              | –                  |                    |
| 2016-17 | Cupa EHF         | Faza grupelor (Grupa C)    | Byåsen Trondheim        | 34–22              | 28–35              |                    |